# Mother Russia
Mother Russia es un álbum en vivo del grupo inglés de rock progresivo Renaissance, editado en el año 2002.
Este trabajo es una reedición del disco At the Royal Albert Hall with the Royal Philharmonic Orchestra Part 2, pero con las pistas en un orden distinto.
En algunas copias, por un error de impresión, el tema "Prologue" que abre el disco, en realidad es la canción "A Song for All Seasons".

## Lista de canciones
1. Prologue (7:59) 
2. Ashes Are Burning (27:30)
3. Running Hard (10:13)
4. You (Part 1 & 2) (8:18)
5. Midas Man (4:21)
6. Touching Once (9:56)
7. Mother Russia (10:00)

## Integrantes
- Annie Haslam - voz principal
- Michael Dunford - guitarra acústica, coros
- John Tout - teclados
- Jon Camp - bajo eléctrico, coros
- Terence Sullivan - batería, percusiones

Músicos invitados:
- Royal Philharmonic Orchestra dirigida por Harry Rabinowitz

Letras:
- Betty Thatcher